# Dalian Airlines
Dalian Airlines Co Ltd è una compagnia aerea con sede presso l'aeroporto Internazionale di Dalian-Zhoushuizi a Dalian, Liaoning, Cina. È di proprietà congiunta di Air China, che ha investito 800 milioni di RMB in contanti per detenere una partecipazione dell'80% nella nuova società, e Dalian Baoshui Zhengtong Co, che ne ha investiti 200 milioni per il restante 20%. Dalian Airlines fornisce sia servizi passeggeri che merci. La compagnia ha lanciato le operazioni il 31 dicembre 2011.

## Storia
Il 5 luglio 2011, la CAAC, l'autorità di regolamentazione dell'aviazione civile cinese, ha concesso ad Air China e Dalian Baoshui Zhengtong Co il permesso di fondare Dalian Airlines Co Ltd. Ciò ha fatto seguito a un accordo raggiunto tra Air China e il governo di Dalian nel 2010.
Il governo di Dalian aveva già concluso un accordo simile con HNA Group, capogruppo di Hainan Airlines, in precedenza. Tuttavia, a causa del disaccordo tra le due parti, l'accordo è stato successivamente abbandonato, aprendo le porte ad Air China.
La compagnia aerea ha avviato le operazioni commerciali il 31 dicembre 2011; il suo primo volo è stato da Dalian a Shenzhen.

## Flotta
A dicembre 2022 la flotta di Dalian Airlines è così composta: